# Okimono
Okimono (置物 oki-mono?) es un término japonés que significa "ornamento de exposición; objeto de arte; objeto decorativo", por lo general expuesto en un tokonoma "receso" o butsudan "altar budista".

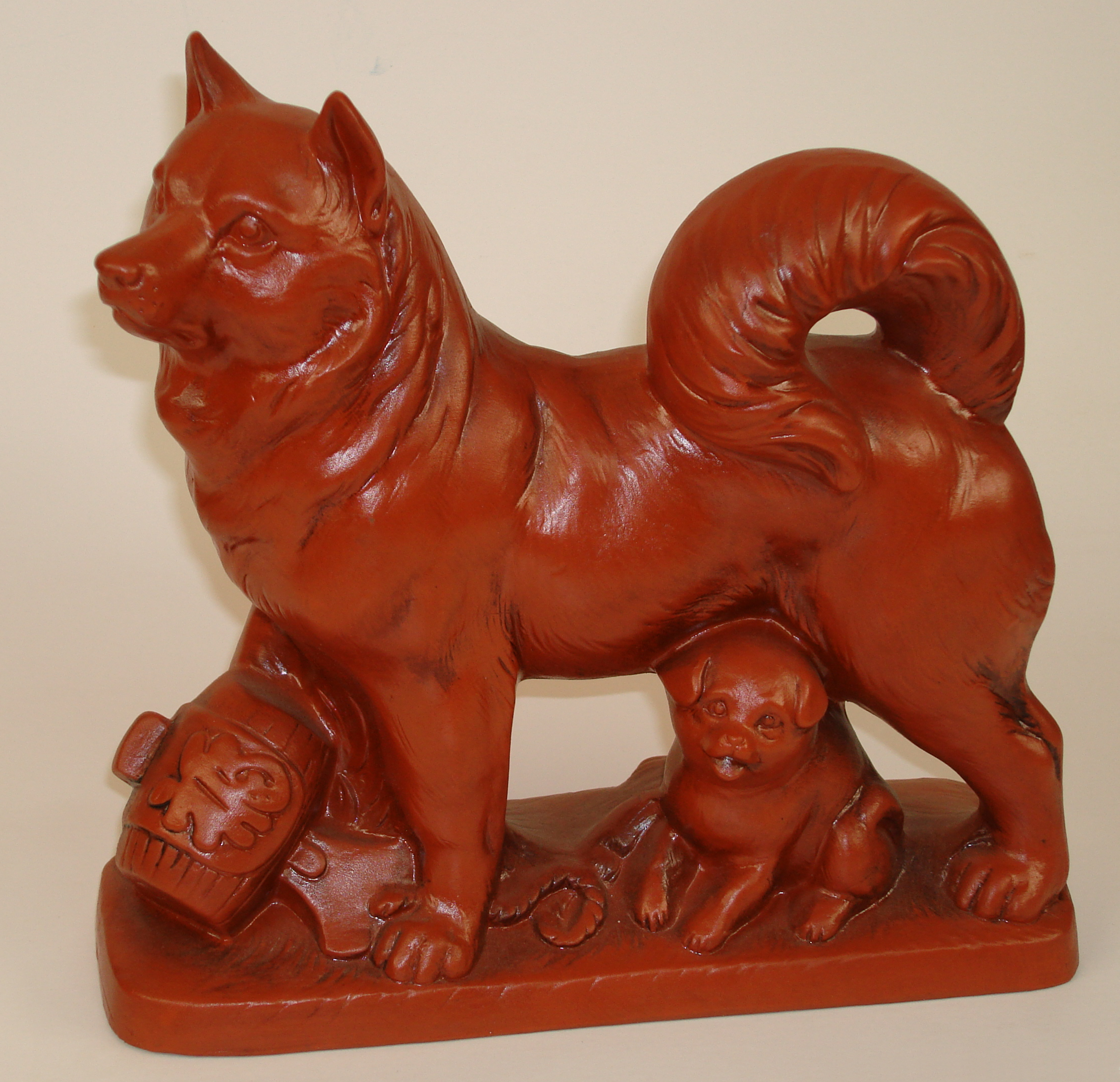
Okimono: Perro rojo.

La palabra japonesa okimono se compone de los vocablos oku 置く "poner; sitio; conjunto" y mono 物 "cosa; objeto; artículo". El Oxford English Dictionary define a okimono como, "Un ornamento o figura, especialmente uno colocado en un cuarto de visitas".
Un okimono puede ser una pequeña talla japonesa, similar aunque más grande que un netsuke. A diferencia del netsuke, que tenía un propósito específico, el okimono es exclusivamente decorativo y eran expuestos en el tokonoma. Durante el período Meiji se fabricaron muchos okimonos para exportarlos a occidente.